# Falešné doznání
Falešné doznání (v originále Falscher Bekenner) je německo-dánský hraný film z roku 2005, který režíroval Christoph Hochhäusler podle vlastního scénáře. Hlavním hrdinou filmu je mladík, který z nudy píše policii anonymní dopisy. Film měl světovou premiéru 15. května 2005 na Filmovém festivalu v Cannes.

## Děj
Armin právě dokončil vysokou školu a teď bydlí u rodičů. Svou budoucnost nevidí moc nadějně, pracovní pohovory pro něj končí neúspěchem. Během dne se jinak velmi nudí. Jednoho večera je svědkem smrtelné autonehody. Když se připlete k další autonehodě, začne jen tak posílat smyšlené anonymy policii, že on je zodpovědný za tyto nehody. A zahrává si tím víc, čím víc se o neznámém zločinci začne psát v místních novinách.

## Obsazení
| Constantin von Jascheroff | Armin Steeb      |
| Manfred Zapatka           | Martin Steeb     |
| Victoria Trauttmansdorff  | Marianne Steeb   |
| Nora von Waldstätten      | Katja Fichtner   |
| Devid Striesow            | Martin Steeb jr. |
| Florian Panzner           | Stefan Steeb     |
| Thomas Dannemann          | pan Kleine       |
| Laura Tonke               | Christiane Steeb |
| Dennis Prinz              | Ulrich Wendt     |
| Martin Kiefer             | Richard Gassner  |
| Walter Gontermann         | pan Hülsmann     |
| Jörg Pose                 | pan Esken        |
| Thomas Meinhardt          | Ernst Matuschek  |
| Wieslawa Wesolowska       | Josy Matuscheck  |